# Flexión (lingüística)

Ejemplos ilustrados de la flexión sustantiva. El color del gato simboliza el sexo del felino, excepto el negro que indica la raíz, siendo el rosa para el género femenino y el azul para el género masculino.

La flexión o inflexión es la alteración que experimentan las palabras mediante morfemas constituyentes según el significado gramatical o categórico para expresar sus distintas funciones dentro de la oración y sus relaciones de dependencia o de concordancia con otras palabras o elementos oracionales.
En gramática tradicional, la flexión suele recibir nombres diferentes según se aplique a diferentes clases de palabras:
- La flexión verbal suele denominarse conjugación.
- La flexión nominal suele denominarse declinación, y en las lenguas indoeuropeas se aplica normalmente a sustantivos, pronombres y adjetivos.

Cuando los morfemas se añaden directamente a la raíz se da la flexión radical y cuando son añadidos al tema se da la flexión temática. Cualquier segmento fonológico añadido para indicar un determinado accidente de la flexión se denomina desinencia.

## Flexión y derivación
La flexión se distingue de la derivación en que en este último caso los morfemas no añaden un valor simplemente gramatical, sino que los afijos o sufijos derivativos, comportan cambios semánticos referenciales y no puramente gramaticales. 
La diferencia semántico-gramatical entre flexión y derivación comporta una restricción casi universal en el orden de los morfemas flexivos y derivativos: los afijos derivativos están más cerca de la raíz que los morfemas flexivos cuando ambos están presentes.

## Flexión nominal
En las lenguas flexivas, el nombre se compone de un lexema o raíz y posiblemente de otros morfemas constituyentes o gramaticales de género, número o caso gramatical. Así un nombre tiene una forma u otra en términos de su género, número y a veces caso. El conjunto de formas de una raíz entre las cuales no existen diferencias semánticas sino solo gramaticales, todas estas variantes forman la llamada declinación.
Por otra parte, el nombre también puede recibir morfemas derivativos o morfemas libres o clíticos como el artículo, sin significado léxico. Estos otros morfemas no se consideran parte de la flexión.
En los ejemplos de la derecha se puede ver como el lexema gat- adquiere significados más específicos con los morfemas flexivos -o (masculino), -a (femenino), -s (plural) y -Ø (singular: la ausencia de morfemas también es significativa).

## Flexión verbal
El verbo se compone de un lexema y de morfemas constituyentes o gramaticales denominados desinencias que indican tiempo, modo, aspecto, voz, número y persona. Estas variaciones constituyen la llamada conjugación. También puede recibir morfemas derivativos afíjales o afijos.

## Palabras invariables
El término «palabra invariable» se refiere a cualquier cadena de morfemas que no admite flexión de los tipos anteriores y por tanto no presenta variación por causa de la flexión, siendo su forma invariable.
En español, que es una lengua flexiva, solo las preposiciones, las conjunciones, los adverbios (con unas pocas excepciones, como lej-ísimos), las interjecciones y poco más son palabras invariables. En el chino por ejemplo, que es una lengua aislante, la clase de palabras invariables es más amplia.